# Bezirk Donoso
Donoso ist ein Bezirk (distrito) der Provinz Colón in Panama. Die Einwohnerzahl betrug laut Volkszählung 2023 12.274.

## Gliederung
Der Bezirk Donoso ist administrativ in folgende Corregimientos unterteilt:
- Miguel de la Borda
- Coclé del Norte
- El Guásimo
- Gobea
- Río Indio

## Geschichte
Es wurde 1858 als Bezirk des Departements Coclé gegründet (obwohl es 1864 gesetzlich ratifiziert wurde), mit der Stadt Boca de Coclé als Hauptstadt. Später im Jahr 1879 wurde die Hauptstadt nach Miguel de la Borda verlegt und 1880 wurde der gesamte Bezirk in das Departement Colón (heutige Provinz Colón) verlegt.
Am 20. Februar 2018 verfügte die Nationalversammlung die Gründung des Bezirks Omar Torrijos Herrera aus dem ehemaligen Corregimiento von San José del General des Bezirks Donoso.